# Планегг
Планегг (нем. Planegg) — община в Германии, в земле Бавария.
Подчиняется административному округу Верхняя Бавария. Входит в состав района Мюнхен. Население составляет 11 100 человек (на 31 декабря 2019 года). Занимает площадь 10,68 км².
В Планеге находится штаб-квартира издателя Koch Media, известного своим игровым брендом Deep Silver.

## География
Община располагается на Мюнхенской гравийной равнине в долине реки Вюрм на границе районов Мюнхен и Штарнберг. Составные части населённого пункта: пригородный посёлок Планегг, деревня Мартинсрид, бывший хутор Штайнкирхен и район Кройцвинкель. Планегг граничит с (начиная с севера и двигаясь по часовой стрелке) Грефельфингом, Гросхадерном (район Мюнхена), Нойридом, лесом Форст Кастен, Крайллингом (район Штарнберг) и Гермерингом (район Фюрстенфельдбрук).

## История

### До XIX века
В то время, как Мартинсрид был упомянут уже в XII веке, а Штайнкирхен — в XIII веке в свидетельствах из монастырей Дитрамсцелль и Бенедиктбойерн соответственно, Планегг, возможно, обладает самым молодым названием во всей долине Вюрма. Он был впервые упомянут в 1409 году в свидетельстве о продаже баварскому герцогу Вильгельму III
1 октября 1425 года герцог подарил свои новоиспечённые владения, включавшие также общины Гросхадерн, Мартинсрид, Форстенрид, Фюрстенрид, Нойрид и Грефельфинг, внебрачному сыну Конраду фон Эгенхофену. В Планегге расположилась администрация владений, а также местный суд, в результате чего деревня стала центром средней части долины Вюрма. В 1442 году к общей территории добавился Лоххам, в 1720 — Фронлох, в 1724 — Крайллинг.
Община Мартинсрид, где находилась приходская церковь, подчинялась не только Планеггу: монастырь Дитрамсцелль требовал деньги для своих нужд, и одна десятая всех доходов должна была быть передана церкви.

### XIX век
Планегг становился местом отдыха и развлечения для жителей Мюнхена. Строительство железнодорожной ветки Пазинг — Штарнберг в 1854 году ещё больше закрепило эту роль. После упразднения патримониальной юрисдикции 4 июня 1848 года община впервые получила право на самоуправление. В конце XIX века рост населения ускорился настолько (в течение пяти лет число жителей выросло больше, чем в 2 раза), что в 1900 году для 1339 жителей было построено новое здание ратуши, которое функционировало в этой роли до 1995 года.

### XX век
В 1920 в Планегге появилась собственная приходская церковь Святой Елизаветы, до этого прихожане посещали церковь в Мартинсриде.
Между 1970 и 1972 годом в Мартинсриде был основан Институт биохимии и нейробиологии имени Макса Планка. Помимо этого там расположились и иные организации и предприятия, в том числе филиал Мюнхенского университета.
Гросхадерн, Фюрстенрид и Форстенрид сегодня являются частью Мюнхена. Нойрид и Грефельфинг — самостоятельные общины.

## Политика

### Бургомистр
Первый бургомистр — Херманн Нафцигер (ХСС), с 2020 года.

### Совет общины
Совет включает 25 членов (в том числе, первого бургомистра) и, согласно выборам 2020 года, состоит из членов следующих партий:
- ХСС: 6 мест
- СДПГ: 4 места
- Союз 90 / Зелёные: 4 места
- Свободные избиратели: 4 места
- СвДП: 3 места
- ЭДП, зелёная группа 21: 2 места
- независимый бургомистр Планегга и Мартинсрида: 1 место.

### Города-побратимы
- Мелан, Франция (с 1987)[3]
- Беренштайн, Германия (с 1992)[3]
- Кьюза, Италия (с 2006)[3]
- Дидкот, Великобритания (с 2013)[3]

## Персоналии
- Здесь умер Лейснер, Карл (1915—1945) — немецкий римско-католический священник, блаженный, мученик католической церкви.
- Похоронена Ташнади, Мария фон (1911—2001) — венгерская певица, актриса театра и кино.